# Jacobsonina myitkyina
Jacobsonina myitkyina är en kackerlacksart som beskrevs av Roth, L. M. 1999. Jacobsonina myitkyina ingår i släktet Jacobsonina och familjen småkackerlackor.
Artens utbredningsområde är Myanmar. Inga underarter finns listade i Catalogue of Life.